# قناع الجراحة

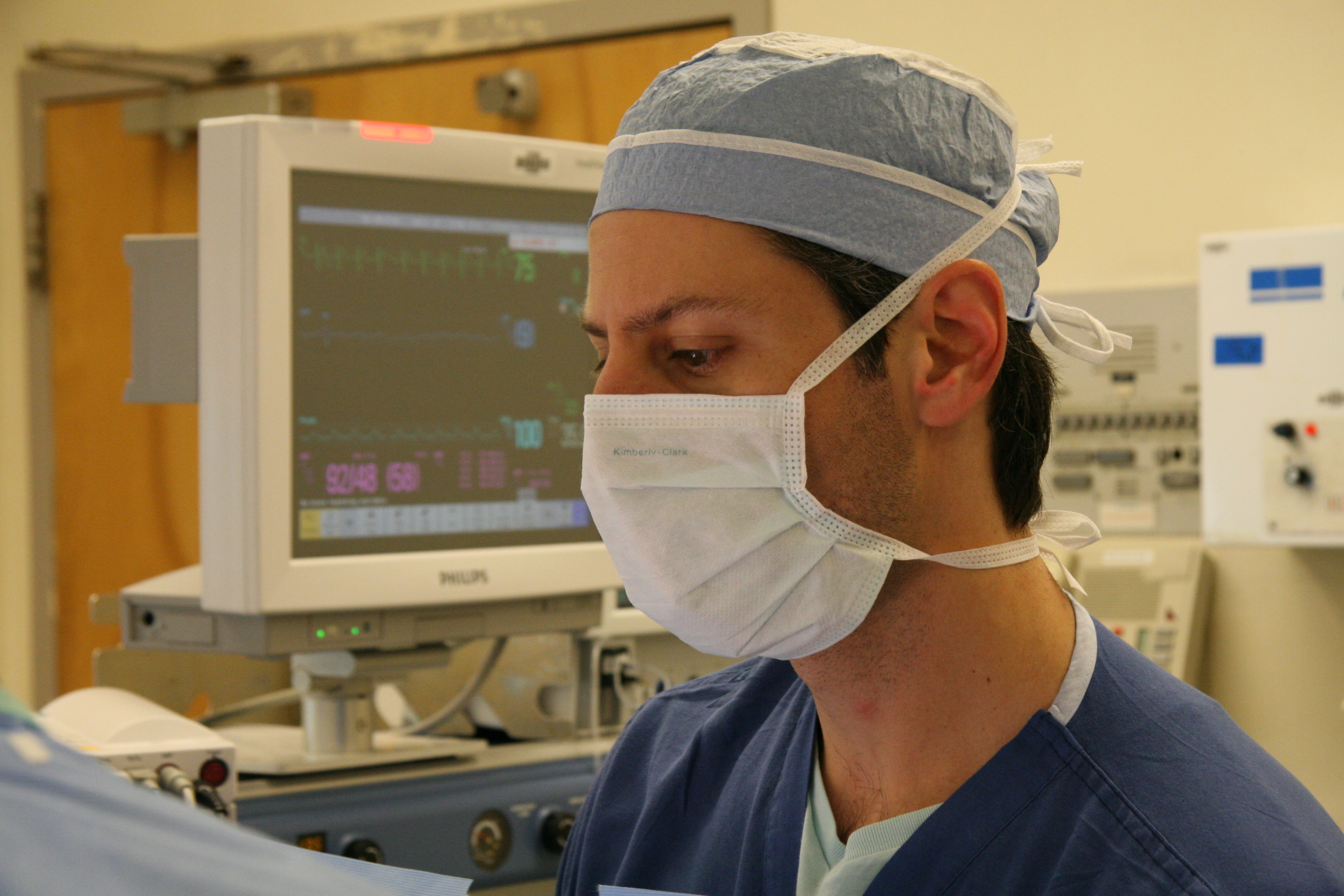
ممارسٌ صحي يرتدي قناع الجراحة خلال عمليةٍ جراحية

قناع الجراحة أو القناع الطبي،(1) صمم للممارسين الصحيين وذلك لحمايتهم من الإصابات الجرثومية خلال الجراحة أو التمريض؛ وذلك لمنع انتقال الكائنات الحية الدقيقة عبر القطرات السائلة والهباء الجوي إلى فم وأنف مُرتدي القناع. إنَّ هذا النوع من الأقنعة غير مصمم لحماية مرتديه من البكتيريا الهوائية والأمراض المنقولة بالهواء كما أنها أقل فعالية من قناع التنفس الذي يقوم بحماية أفضل بفضل تصميمه والمادة المصنوع منها ومن أنواعه أقنعة N95 أو FFP، والتي تزود حمايةً إضافية بسبب المواد المصنوعة منها وشكلها وإمكانية إقفالها بإحكام.
يستخدم سكان شرق آسيا الأقنعة الطبية بشكل عام خلال السنة وخاصةً في دول مثل الصين واليابان وتايوان وكوريا الجنوبية لتقليل خطر الإصابة بالأمراض التنفسية أو الأمراض التي تنقل بالهواء، بالإضافة لخفض مقدار امتصاص جسيمات الغبار الناتجة عن تلوث الهواء.
ومن ثمّ أصبحت الأقنعة في تلك الدول شكل من أشكال الأزياء، خاصةً لدى مجموعات الثقافة شرق الآسيوية المعاصرة ذات الشعبية الواسعة مثل ثقافة موسيقى البوب اليابانية والموجة الكورية. مؤخرًا، وبسبب ارتفاع الضبخان في جنوب وجنوب شرق آسيا، فإنَّ الأقنعة الجراحية وأقنعة ترشيح الهواء أصبحت تستخدم بشكلٍ مُتكرر في المدن الرئيسية في الهند ونيبال وتايلاند وذلك عندما تتدهور جودة الهواء إلى مستوياتٍ سامة. بالإضافة إلى ذلك، تُستخدم الأقنعة الجراحية في أندونيسيا وماليزيا وسنغافورة خلال موسم الضباب في جنوب شرق آسيا. تحظى أقنعة الترشيح ذات الشكل الجراحي بشعبيةٍ كبيرة في جميع أنحاء آسيا، ونتيجة لذلك، أصدرت العديد من الشركات أقنعةً لا تمنع تنفس جزيئات الغبار المحمولة جوًا فحسب، بل هي أيضًا عصريةٌ في الشكل.

## التعريف

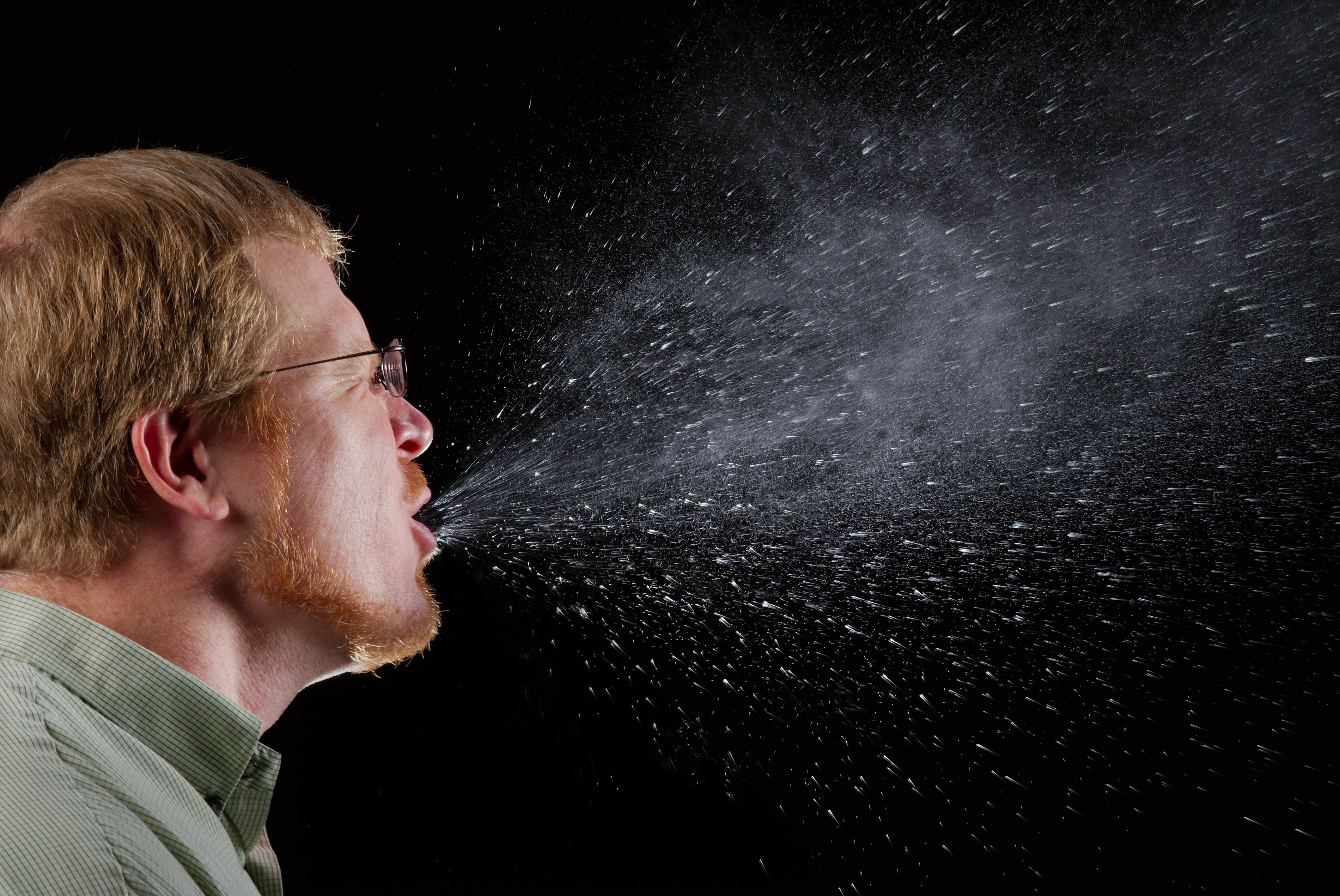
دون أقنعة الجراحة، فإنَّ الأمراض المنقول بالهواء تكون أكثر عرضةً للانتقال عبر الرذاذ التنفسي

قناع الجراحة هو قناعٌ معدٌ ليرتديه الممارسون الصحيون أثناء الجراحة وأثناء بعض الإجراءات الصحية الأخرى، وذلك لمنع انتقال الكائنات الحية الدقيقة عبر القطرات السائلة والهباء الجوي إلى فم وأنف مُرتدي القناع. وُثقَ أول استعمالٍ لقناع الجراحة بواسطة الجراح الفرنسي بول بيرغر، وكان ذلك خلال عمليةٍ أجراها عام 1897 في باريس.[بحاجة لمصدر] تُصنع أقنعة الجراحة الحديثة من الورق أو موادٍ أخرى غير منسوجةٍ، ويجب التخلص من القناع بعد كل استخدام (أي تستعمل مرة واحدة فقط).
يجب التفريق بين قناع الجراحة وقناع التنفس (بالإنجليزية: Respirator)‏، ومعرفة أنَّ قناع الجراحة لا يعتبر قناعًا للتنفس. أقنعة الجراحة غير مصممةٍ لحماية مرتديها من استنشاق البكتيريا أو جزيئات الفيروسات المحمولة جوًا، وهي أقل فعاليةً من أقنعة التنفس، حيثُ أنَّ أقنعة التنفس أكثر فعالية من أقنعة الجراحة.

## الاستخدام

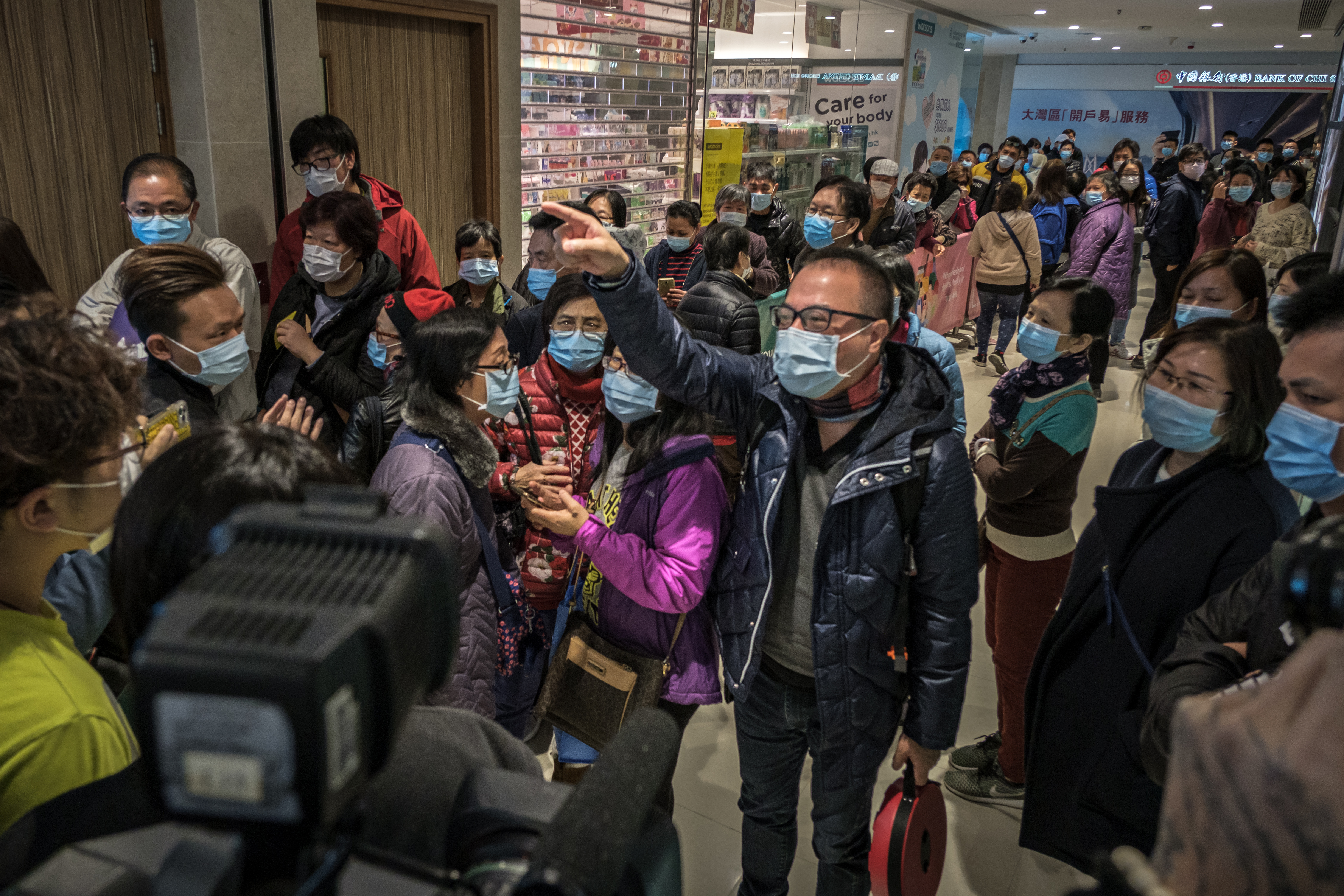
أشخاص يرتدون أقنعةً جراحية في هونج كونغ خلال جائحة فيروس كورونا 2019–20

### العاملون في مجال الرعاية الصحية
تحمي أقنعة الجراحة البسيطة فم مُرتديها من الإصابة ببقع سوائل الجسم، كما تمنع انتقال بقع سوائل الجسم من مرتديها إلى الآخرين، مثلًا إلى المريض. تُساعد أقنعة الجراحة مرتديها على تذكر عدم لمس الفم أو الأنف، حيث قد تنتقل الفيروسات والبكتيريا إلى الفم أو الأنف بعد لمس سطحٍ ملوث (أداة العدوى). تساعد أقنعة الجراحة أيضًا في تقليل انتشار رذاذ السوائل المُعدية (التي تحمل البكتيريا أو الفيروسات) والتي تنتشر مع السعال أو العطس. لا يوجد دليلٌ واضحٌ على أن استعمال أقنعة الجراحة ذات الاستخدام الواحد يُقلل من خطر الإصابة بالعدوى بعد إجراء العمليات الجراحية المعقمة.
تدعم الأدلة فعالية الأقنعة الجراحية في الحد من خطر انتشار العدوى بين العاملين في مجال الرعاية الصحية وفي المجتمع. بالنسبة للمجتمع، فإنه يجب أن يقترن ارتداء الأقنعة مع تدابيرٍ أُخرى مثل تجنب الاتصال المباشر والحفاظ على نظافة اليدين الجيدة للحد من خطر الإصابة بالإنفلونزا وفقًا لمراكز مكافحة الأمراض واتقائها في الولايات المتحدة ضمن توجيهاتها عام 2009 حول جائحة إنفلونزا الخنازير.
بالنسبة للعاملين في مجال الرعاية الصحية، توصي إرشادات السلامة بارتداء قناع تنفس مناسب لوجه الشخص ويتوافق مع معيار المعهد الوطني للسلامة والصحة المهنية N95 أو المعيار الأوروبي (EN 149 FFP3) الخاص بالتعامل مع مرضى الإنفلونزا الوبائية، وذلك للحد من تعرض مُرتديه للهباء الجوي المُحتمل نقله للعدوى، والحد من التعرض للقطرات السائلة المحمولة جوًا. توفر مراكز مكافحة الأمراض واتقائها معلوماتٍ حول منتجات الشركات المصنعة، وأهمية الارتداء الصحيح لهذه الأقنعة (أقنعة التنفس). صُممت صحيفةُ معلوماتٍ قابلة للطباعة لإصدارها إلى أولئك الذين لم يعتادوا على استخدام أقنعة التنفس.

### عامة الناس

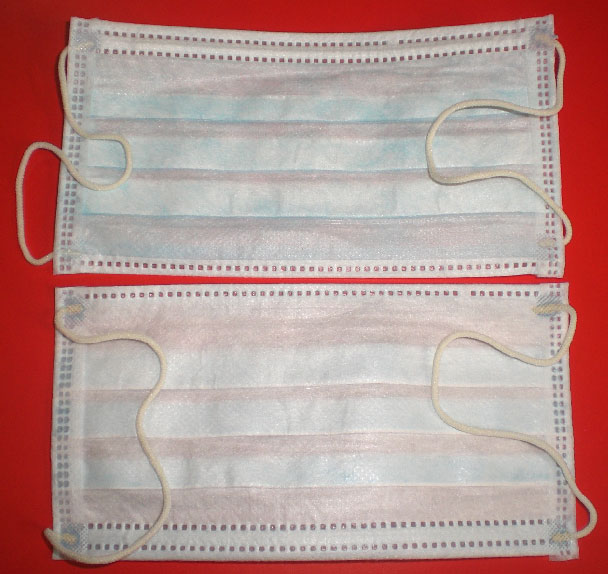
أقنعةٌ جراحية نموذجية ثلاثية الطبقات (لاحظ أن القطعة العلوية هي بالاتجاه الصحيح، أما السفلية فهي مقلوبةٌ رأسًا على عقب). تُصمم الحافة ذات الغرز المزدوجة لتغطية الأنف، ويُخفى سلك معدني بداخله بحيث يمكن تركيب القناع بشكل آمن على جسر الأنف.

ينتشرُ ارتداء عامة الناس للأقنعة الجراحية في دول شرق آسيا للحد من فرصة انتشار الأمراض المنقولة بالهواء، وفي اليابان من الشائع ارتداء أقنعة الوجه في موسم الإنفلونزا لتجنب إصابة الآخرين أو الإصابة في الأماكن العامة. ينتشرٌ أيضًا في اليابان وتايوان ارتداء هذه الأقنعة خلال موسم الإنفلونزا؛ وذلك لإظهار الاهتمام بالمسؤولية الاجتماعية للآخرين. قد يتم ارتداؤها أيضًا بسبب الحساسية، أو لتجنب التحدث مع الغرباء، أو استخدامها لتجنب الحاجة إلى وضع مستحضرات التجميل عند الخروج، كما قد تستخدم للموضة، خصوصًا الأقنعة القماشية سوداء اللون والتي يرتديها القماش السوداء التي يرتديها آيدول البوب الكوري غالبًا.
قد تُرتدى الأقنعة الجراحية لإخفاء الهوية. حظرت بنوك الولايات المتحدة والمتاجر الصغيرة استخدام الأقنعة الجراحية؛ وذلك نتيجةً لقيام المجرمين بذلك عدة مرات. في احتجاجات هونغ كونغ 2019-20 ارتدى بعض المتظاهرين أقنعةً جراحية (بالإضافة لأنواع أخرى) وذلك لإخفاء هويتهم وتجنب التعرف عليهم، وحاولت الحكومة حظر استخدام هذه الأقنعة ولكنها فشلت في ذلك.

## التصميم
يصمم القناع الطّبي بقطب مضاعفة لتغطية الأنف، بالإضافة لسلك معدني لإحكام الاغلاق على الوجه وجسر الأنف. وقد صمم أول قناع من قبل العالِمَين الألمانيين ميكلوشز وفلوغ عام 1897.
ومن ناحية التصميم، فقد عمل أوتو هويبنر [الإنجليزية] على أول قناع طبي مكون من طبقتين من الشاش، يوضع على مسافة كافية من الأنف، ويستخدم خلال الجراحة، وقد تبيّن من خلال التجربة ازدياد فعاليّة القناع بزيادة عدد طبقات الشاش، وبتقريبه أكثر للأنف.
وقد خضع بعدها لعدة تحسيناتٍ في الشكل والتصميم عبر الزمن حتّى عام 1960. ليتم أخيرًا تصنيع القناع بالشكل الموجود حاليًا من قبل كل من روكوود وأودونغيل.، ومن ثم استُخدم في دول شرق آسيا في الأزياء من قبل مغنييّ البوب وخاصة في اليابان وكوريا وأصبح يتميز بأشكال وتصاميم متنوعة.

## هوامش
1. قِناعُ الجِراحَة (بالإنجليزية: Surgical mask)‏ أو القناع الطبي (بالإنجليزية: medical mask)‏ أو ببساطةٍ قناع الوجه (بالإنجليزية: face mask)‏.

### باللغة الإنجليزية
1. 1 2  "A quick history of why Asians wear surgical masks in public" (بالإنجليزية). Quartz. 19 Nov 2014. Archived from the original on 2020-03-08. Retrieved 2020-03-08. {{استشهاد ويب}}: |archive-date= / |archive-url= timestamp mismatch (help), الوسيط غير المعروف |االمؤلف= تم تجاهله (help), and روابط خارجية في |وصلة مؤلف= (help)
2. 1 2  "How surgical masks became a fashion statement" (بالإنجليزية). Dazed. 24 Dec 2015. Archived from the original on 2019-09-05. Retrieved 2020-03-08. {{استشهاد ويب}}: الوسيط غير المعروف |االمؤلف= تم تجاهله (help) and روابط خارجية في |وصلة مؤلف= (help)
3. ↑  "How K-Pop Revived Black Sickness Masks In Japan" (بالإنجليزية). Kotaku. 06 Feb 2019. Archived from the original on 2019-02-07. Retrieved 2020-03-08. {{استشهاد ويب}}: الوسيط غير المعروف |االمؤلف= تم تجاهله (help) and روابط خارجية في |وصلة مؤلف= (help)
4. ↑  Thailand pollution crisis: The city where face masks sell out - BBC News نسخة محفوظة 12 سبتمبر 2019 على موقع واي باك مشين.
5. ↑  Delhi’s rich and beautiful are breathing clean air stylishly, with help from the Nevada desert نسخة محفوظة 5 ديسمبر 2019 على موقع واي باك مشين.
6. ↑  Keeping Kathmandu Out نسخة محفوظة 15 فبراير 2020 على موقع واي باك مشين.
7. ↑  How to choose the right mask to protect yourself from the haze نسخة محفوظة 15 فبراير 2020 على موقع واي باك مشين.
8. ↑  Face Masks, Anyone? Singapore Struggles With Haze نسخة محفوظة 5 سبتمبر 2019 على موقع واي باك مشين.
9. ↑  Delhi residents brave the smog in style نسخة محفوظة 19 مارس 2020 على موقع واي باك مشين.
10. ↑  Hongkongers could benefit from new air pollution mask that’s six times more effective than rivals نسخة محفوظة 5 سبتمبر 2019 على موقع واي باك مشين.
11. ↑  Procedure mask. nursingcenter.com نسخة محفوظة 19 مارس 2020 على موقع واي باك مشين.
12. 1 2  "Interim Recommendations for Facemask and Respirator Use to Reduce Novel Influenza A (H1N1) Virus Transmission". مراكز مكافحة الأمراض واتقائها. 27 مايو 2009. مؤرشف من الأصل في 2020-02-03. Unless otherwise specified, the term "facemasks" refers to disposable facemasks cleared by the U.S. Food and Drug Administration (FDA) for use as medical devices. This includes facemasks labeled as surgical, dental, medical procedure, isolation, or laser masks... Facemasks should be used once and then thrown away in the trash.
13. ↑  "Respiratory Protection Against Airborne Infectious Agents for Health Care Workers: Do surgical masks protect workers?" (OSH Answers Fact Sheets). Canadian Centre for Occupational Health and Safety. 28 فبراير 2017. مؤرشف من الأصل في 2020-03-02. اطلع عليه بتاريخ 2017-02-28.
14. ↑  Tang, Julian W.; Nicolle, Andre D. G.; Pantelic, Jovan; Jiang, Mingxiu; Sekhr, Chandra; Cheong, David K. W.; Tham, Kwok Wai (22 Jun 2011). "Qualitative Real-Time Schlieren and Shadowgraph Imaging of Human Exhaled Airflows: An Aid to Aerosol Infection Control". PLOS ONE (بالإنجليزية). 6 (6): e21392. DOI:10.1371/journal.pone.0021392. ISSN:1932-6203. PMC:3120871. PMID:21731730. Archived from the original on 2020-03-19.{{استشهاد بدورية محكمة}}:  صيانة الاستشهاد: دوي مجاني غير معلم (link)
15. ↑  Vincent, Marina; Edwards, Peggy (26 Apr 2016). "Disposable surgical face masks for preventing surgical wound infection in clean surgery" (PDF). Cochrane Database of Systematic Reviews (بالإنجليزية). 4: CD002929. DOI:10.1002/14651858.cd002929.pub3. PMID:27115326. Archived from the original (PDF) on 2020-03-23.
16. ↑  MacIntyre، CR؛ Chughtai، AA (9 أبريل 2015). "Facemasks for the prevention of infection in healthcare and community settings". BMJ (Clinical Research Ed.). ج. 350: h694. DOI:10.1136/bmj.h694. PMID:25858901.
17. ↑  "Interim guidance on planning for the use of surgical masks and respirators in health care settings during an influenza pandemic" (PDF). وزارة الصحة والخدمات البشرية (الولايات المتحدة). أكتوبر 2006. مؤرشف من الأصل (PDF) في 2016-03-04. اطلع عليه بتاريخ أغسطس 2020. {{استشهاد ويب}}: تحقق من التاريخ في: |تاريخ الوصول= (مساعدة)
18. ↑  "Working with highly pathogenic avian influenza virus". UK Health and Safety Executive. مؤرشف من الأصل في 2020-03-01. اطلع عليه بتاريخ 2014-08-02.
19. ↑  "N95 Factsheet". مراكز مكافحة الأمراض واتقائها. مؤرشف من الأصل في 2009-11-11.
20. ↑  Juliet Hindell (30 مايو 1999). "Japan's war on germs and smells". بي بي سي عبر الإنترنت. مؤرشف من الأصل في 2020-01-27.
21. ↑  Negrin، Matt (26 أبريل 2009). "For allergy and flu season, the Japanese turn to surgical masks". Winnipeg Free Press. مؤرشف من الأصل في 2020-01-27. اطلع عليه بتاريخ 2017-09-29.
22. ↑  Hong Kong protesters defy face mask ban — with humor | News | DW | 18.10.2019 نسخة محفوظة 10 ديسمبر 2019 على موقع واي باك مشين.
23. ↑  Adams,Lu Wang and Aschenbrenner, Carol A. and Houle, Timothy T. and Roy, Raymond C. (ديسمبر 2016). Uncovering the History of Operating Room Attire through Photographs (Report). journal Anesthesiology: The Journal of the American Society of Anesthesiologists. ج. 124. ص. 19–24. DOI:10.1097/ALN.0000000000000932. ISSN:0003-3022. مؤرشف من الأصل في 2020-03-23. اطلع عليه بتاريخ 2020-03-09. Mikulicz and Flugge, two German scientists, suggested the idea of a facemask in 1897 after they demonstrated the presence of bacterial droplets from the nose and mouth.
24. 1 2  John L. Spooner (1967). History of Surgical Face Masks: The myths, the masks, and the men and women behind them (Report). AORN Journal. ج. 5. ص. 76–80. DOI:10.1016/S0001-2092(08)71359-0/ALN.0000000000000932. ISSN:0001-2092. مؤرشف من الأصل في 2020-03-23. اطلع عليه بتاريخ 2020-03-09.
25. ↑  "Can wearing a face mask protect you from the new coronavirus?" [en] (بالإنجليزية). Archived from the original on 2020-03-18. Retrieved 2020-03-19.
26. ↑  "Advice on the use of masks the community, during home care and in health care settings in the context of the novel coronavirus (2019-nCoV) outbreak" (PDF). www.who.int (بالإنجليزية). Archived from the original (PDF) on 2020-02-23. Retrieved 2020-02-04.

### باللغة العربيَّة
1. ↑  "ترجمة (Surgical mask) في المعجم الطبي الموحد". مكتبة لبنان ناشرون. مؤرشف من الأصل في 2020-03-19. اطلع عليه بتاريخ 2020-03-08.
2. ↑  "ترجمة (Surgical mask) في القاموس". موقع القاموس. مؤرشف من الأصل في 2020-03-19. اطلع عليه بتاريخ 2020-03-08.
3. ↑  "ترجمة (Surgical mask) في موقع المعاني". قاموس المعاني. مؤرشف من الأصل في 2020-03-19. اطلع عليه بتاريخ 2020-03-08.
4. ↑  "ترجمة (medical mask) في القاموس". موقع القاموس. مؤرشف من الأصل في 2020-03-19. اطلع عليه بتاريخ 2020-03-08.
5. ↑  "ترجمة (medical mask) في موقع المعاني". قاموس المعاني. مؤرشف من الأصل في 2020-03-19. اطلع عليه بتاريخ 2020-03-08.
6. ↑  "ترجمة (face mask) في القاموس". موقع القاموس. مؤرشف من الأصل في 2020-03-19. اطلع عليه بتاريخ 2020-03-08.
7. ↑  "ترجمة (face mask) في موقع المعاني". قاموس المعاني. مؤرشف من الأصل في 2020-03-19. اطلع عليه بتاريخ 2020-03-08.

## وصلات خارجية
- الاستخدام الصحيح لقناع التنفس N95 من أجل حماية الجهاز التنفسي (بالإنجليزية)، المعهد الوطني للسلامة والصحة المهنية
- الأسئلة الشائعة حول حماية الجهاز التنفسي (بالإنجليزية)، المعهد الوطني للسلامة والصحة المهنية